# 回洛仓城遗址
回洛仓城遗址即隋朝时修建的回洛仓遗址，位于今河南省洛阳市瀍河回族区小李村，始建于隋炀帝大业年间，是隋炀帝在洛阳设置的“国家粮仓”，其主要功能是为洛阳都城内的皇室和百姓供应粮食。
2006年，回洛仓遗址列入第四批河南省文物保护单位（编号140）。2008年，洛阳市通过《洛阳市隋唐洛阳城遗址保护条例》，将回洛仓城遗址作为全国重点文物保护单位隋唐洛阳城的一部分予以保护。2013年，做河南省境内的十一个子项之一，洛阳回洛仓遗址被列入第七批全国重点文物保护单位——大运河。2014年6月22日在卡塔尔多哈召开的联合国教科文组织第38届世界遗产委员会会议上，遗址以“回洛仓遗址”之名作为中国申报的“中国大运河”核心组成部分内成功入选世界文化遗产名录。